# アーケードアーカイブス
『アーケードアーカイブス』（英: Arcade Archives）は、往年のアーケードゲームを家庭用ゲーム機向けに復刻するプロジェクト。ハムスターと日本一ソフトウェアの共同事業である。
タイトルの配信は2014年5月15日に開始された。本シリーズのタイトルは、原則としてダウンロード販売および単品販売で展開されている。
また本シリーズのサブシリーズとして、2016年からSNK（旧社）のプラットフォーム「NEOGEO」用のタイトルを復刻する『アケアカNEOGEO』（アケアカネオジオ）が展開されており、本項でも併せて取り扱う。

## 略歴
- 2014年5月15日 - PlayStation 4向けに『アーケードアーカイブス』が配信開始[2]。
- 2016年10月27日 - PlayStation 4向けに『アケアカNEOGEO』が配信開始[7]。
- 2017年2月23日 - Xbox One向けに『アケアカNEOGEO』が配信開始[8]。
- 2017年3月3日 - Nintendo Switch向けに『アケアカNEOGEO』が配信開始[9]。
- 2017年9月27日 - Nintendo Switch向けに『アーケードアーカイブス』が配信開始[10]。
- 2017年12月15日 - Windows 10 PC向けに『アケアカNEOGEO』が配信開始[11]。
- 2021年11月30日 - iOSとAndroid向けに『アケアカNEOGEO』が配信開始[12]。配信元はSNK（新社）[12]。
- 2024年1月24日 - 『アーケードアーカイブス』のタイトル数が合計400タイトル（『アケアカNEOGEO』を含む）となる[13]。
- 2025年2月27日 - PlayStation 5とXbox Series X|S向けに『アケアカ2NEOGEO』が配信開始[14]。
- 2025年6月5日 - Nintendo Switch 2[15]、PlayStation 5[16]とXbox Series X|S[17]向けに『アーケードアーカイブス2』が配信開始[15][16][17]。

## 概要
『アーケードアーカイブス』は、メーカーの枠を超えたアーケードゲームのアーカイブス化を目的として立ち上げられたプロジェクトである。ハムスターが権利を保有するタイトルのほか、他社版権タイトルに関しても、コーエーテクモゲームスなどのゲームメーカーからの許諾を受けて復刻を行っている。アーケードゲームをそのまま家で遊べるようにすることを理想とし、エミュレーション技術を用いた開発と有識者による検証を加えて、処理落ちなどを含めてゲームを忠実に再現することを目指している。
本シリーズのタイトルはアーケードゲームを再現する内容に加えて、インターネットを利用したオンラインランキング機能や、回転などの画面調整機能、連射機能などの便利機能、デフォルトの難易度設定でスコアを競う「ハイスコアモード」や5分間のスコアを競う「キャラバンモード」が搭載されている。またタイトルによっては、開発・販売時期や地域の違いにより仕様が異なる複数のバージョンが同時に収録されているほか、細かいゲーム挙動を設定可能な「こだわり設定」機能が搭載されていることもある。
配信されるタイトルの選定に関しては開発側や権利元からの意見のほか、アーケードゲームを題材とした書籍なども参考に総合的な観点から決定されている。プロジェクトの持続性も考慮し、移植される機会の多いメジャーな作品から、家庭用初移植となるマイナーなタイトルまでをバランスよく取り揃えることを目標としてラインナップが構成されている。
2014年のプロジェクト開始当初はPlayStation 4を対象にシリーズが展開されていたが、2017年からは『アーケードアーカイブス』、『アケアカNEOGEO』がNintendo Switch向けにも展開されている。
『アケアカNEOGEO』に関しては、2017年からWindows PCとXbox One向けにも展開されている。また、2021年からはiOS、Android向けにも展開されている。
また、2025年2月からはPlayStation 5、Xbox Series X|S向けに『アケアカNEOGEO』の上位版となる、オンライン対戦が可能な「ネットワークモード」や、クリアまでの時間を競う「タイムアタックモード」、巻き戻し機能などを追加実装し、可変リフレッシュレートにも対応した『アケアカ2NEOGEO』が展開されている。2025年6月からはNintendo Switch 2およびPlayStation 5、Xbox Series X|S向けに『アーケードアーカイブス』の上位版となる『アーケードアーカイブス2』が展開され、『アケアカ2NEOGEO』と同様の機能が実装されている。
配信間隔に関しては、2014年のプロジェクト開始当初は月に1、2本程度の不定期配信であったが、2017年3月以降は原則として毎週木曜日に配信されている。
PlayStation 4でこれまで配信されたタイトルは、『ワンダーボーイ』を除く全タイトルがNintendo Switchでも配信開始されている。2021年9月30日以降の新規配信タイトルに関しては、基本的に両機種で同時配信されている。

## 開始経緯
ハムスターは『アーケードアーカイブス』以前にも同様の理念を持った『アーケードヒッツ』シリーズや、『オレたちゲーセン族』シリーズ、『バーチャルコンソールアーケード』シリーズにおいて、アーケードゲームの移植作品の企画や販売を行っていた。
しかし、PS2で展開していた『オレたちゲーセン族』シリーズは、再現性の低い低品質の移植によって購入したユーザーや権利元から強い不評を買い、また重大な契約違反が発覚したことによって商品の回収・廃盤とシリーズ自体を打ち切る事態に陥った。また、ハムスターが過去に展開したアーケードゲームの復刻シリーズは総じて作品の供給が長く続けられずに志半ばで終わってしまったと、ハムスター社長の濱田倫はインタビューで振り返っている。
『アーケードアーカイブス』ではその反省を踏まえて、定評のある開発会社に開発を委託し、日本一ソフトウェアからの資金面などの支援を受けた上で、長期的にタイトルを供給することを目指してプロジェクトが開始している。数値的な目標として、800タイトルの配信を掲げている。

## 開発
『アーケードアーカイブス』の開発は、2017年9月7日配信の『ニンジャウォーリアーズ』まではゴッチテクノロジー、それ以降に新規配信されたタイトルに関してはハムスターが担当している。ハムスターが担当するタイトルについてはエミュレーションエンジンは札幌開発室が担当し、UI部分やデバッグは東京本社が担当している。なお、ナムコの「SYSTEM22」基板を使用したタイトルについては、バンダイナムコ研究所との共同開発となっている。なお、『アケアカNEOGEO』に関してはNEOGEO専門のチームが開発している。
また、ハムスターが開発に携わるタイトルでは、様々なルートを伝って元となる基板を確保し、入手した基板に様々な角度からの解析を重ねることによって移植作業が進められている。プレイ可能な状態まで作業が進行すると、ハムスター社内と社外に設けられた検証チームによる確認作業も並行して行われる。社内の検証チームは画面表示や音周りの検証を、社外の検証チームは攻略パターンなどプレイ感覚に関する検証を主に行っている。また、検証にあたっては原作の開発者やスコアラーなどの有識者を外部から招聘して、作業が進められている。タイトルによっては1年以上の期間を掛け、開発スタッフとQAスタッフを合わせて、総勢50人以上の人員で開発されている。
『アーケードアーカイブス』はアーケードゲームをそのまま再現することを基本方針としているため、ゲームバランスやゲーム性に強く影響するような改変は原則として行われない。その一方で、発売当時と現代における倫理観や規範の変化、または権利関係などの理由から、そのままの状態では配信が困難な作品に関しては、該当する箇所に修正を施した上で配信されるものも存在する。
その例としては以下のようなものが挙げられる。
- 点滅を抑える修正（光過敏性発作への対策） - （例：『沙羅曼蛇』など）
- 版権など権利上の理由と思われる変更 -（例：『ボンジャック』の版権曲[38]、『パックランド』の一部グラフィック[39]など）
- 版権に関係しないディストリビューターの社名表記などの削除[40][注 13]。

また、ゲーム進行やスコアに大きな影響を与えるバグに関しても場合によって修正されることもあるが、一部タイトルではバグの再現の有無を「こだわり設定」で選択可能となっている（例：『グラディウスIII -伝説から神話へ-』の突然死バグなど）。

## 関連番組
2015年7月31日からタイトル紹介を目的としたハムスターの公式番組『アーケードアーカイバー』が配信されている。2024年4月時点においては、YouTubeのハムスター公式チャンネルにて、原則として新作タイトルの配信日当日の19時から生放送されている。『アーケードアーカイバー』はゲーム芸人フジタによる新作タイトルのデモプレイコーナーを軸に構成されており、プロレスラーの男色ディーノも番組にレギュラー出演している。
また、番組開始当初は主に移植作品の実演を中心に構成されていたが、2021年以降は開発にまつわる証言や関連資料の紹介についても番組内容の一部として多く取り入れられるようになっている。開発証言や関連資料を紹介する企画については版権元企業の協力も得ており、番組には版権元企業の担当者や原作の開発者がゲストとして出演することもある。
また、2018年7月からは、YouTubeの「ファミ通TUBE」チャンネルとニコニコ生放送の「ファミ通チャンネル」において『俺たちのアケアカ』が配信されている。2025年2月時点においては、基本的に隔週水曜日20時から生放送されており、ファミ通編集者の「ででお」とライターの「みさいル小野」が、最新タイトルのデモプレイを披露する内容となっている。

## 参入メーカー
「☆」は『アーケードアーカイブス』、「★」は『アケアカNEOGEO』でタイトルが配信されているメーカー
- アイレム（アイレムソフトウェアエンジニアリング） ☆
- アテナ（ハムスター） ☆
- アリカ ☆
- アルュメ（ハムスター） ☆
- ウエストン ビット エンタテインメント（LAT/SEGA） ☆ - 2024年現在PS4のみ
- SNK ☆★
- NMK（ハムスター） ☆★
- コナミデジタルエンタテインメント ☆
- 彩京（ゼロディブ） ★
- サクセス ☆
- サンソフト ☆★
- ジャレコ（シティコネクション） ☆
- セイブ開発 ☆
- タイトー ☆★
- データイースト（G-mode）[注 15]☆★
- テクノスジャパン（アークシステムワークス） ☆
- テクモ/テーカン（コーエーテクモゲームス） ☆
- ナムコ（バンダイナムコエンターテインメント） ☆
- 日本物産（ハムスター） ☆
- 任天堂 ☆ - Nintendo Switchのみ
- バンプレスト（バンダイナムコエンターテインメント） ☆
- ビデオシステム（ハムスター） ☆★
- フェイス（EXCEL） ★
- UPL（ハムスター） ☆

## アーケードアーカイブスタイトル

### 凡例
- このリストはハムスターの『アーケードアーカイブス』公式サイトに掲載されたものをベースに構成されている[46][47][48]。
- 『アーケードアーカイブス』『アーケードアーカイブス2』は基本的に世界で展開されているシリーズだが、配信日は日本国内におけるものを記載している。
- PlayStation 4、Nintendo Switchが対応機種となっているものは『アーケードアーカイブス』、PlayStation 5、Nintendo Switch 2、Xbox Series X|Sが対応機種となっているものは『アーケードアーカイブス2』として配信されている[49]。
- 備考に記載されているバージョン違いについては、原則としてそのソフトのタイトル画面を出典としている。

### 2014年
| 配信日   | タイトル               | 当時のブランド   | 発売年 | 対応ハード                   | 備考                                                                                 |
| -------- | ---------------------- | ---------------- | ------ | ---------------------------- | ------------------------------------------------------------------------------------ |
| 05月15日 | クレイジー・クライマー | ニチブツ         | 1980年 | PS4 Switch（2018年2月8日）   | - アーケードコントローラーに非対応                                                   |
| 05月15日 | 忍者くん 魔城の冒険    | UPL              | 1984年 | PS4 Switch（2018年4月5日）   |                                                                                      |
| 05月15日 | アルゴスの戦士         | テクモ           | 1986年 | PS4 Switch（2018年9月13日）  | - 日本版、海外版『RYGAR』を収録                                                      |
| 06月12日 | エキサイティングアワー | テクノスジャパン | 1985年 | PS4 Switch（2019年12月19日） | - 日本版、海外版『MAT MANIA』を収録                                                  |
| 06月19日 | ボンジャック           | テーカン         | 1984年 | PS4 Switch（2019年1月24日）  | - 原作で使用されていた「リンゴの森の子猫たち」「レディ・マドンナ」は別楽曲に差し替え |
| 07月10日 | ワンダーボーイ         | エスケープ       | 1986年 | PS4                          |                                                                                      |
| 07月24日 | 熱血硬派くにおくん     | テクノスジャパン | 1986年 | PS4 Switch（2018年6月28日）  | - Switch版では日本版の他、海外版『RENEGADE』を同時収録している                       |
| 08月26日 | ムーンクレスタ         | ニチブツ         | 1980年 | PS4 Switch（2019年1月31日）  |                                                                                      |
| 09月04日 | ソロモンの鍵           | テクモ           | 1986年 | PS4 Switch（2019年6月6日）   |                                                                                      |
| 09月25日 | NOVA2001               | UPL              | 1983年 | PS4 Switch（2021年7月29日）  |                                                                                      |
| 10月02日 | シティコネクション     | ジャレコ         | 1985年 | PS4 Switch（2018年7月19日）  |                                                                                      |
| 10月09日 | 空手道                 | データイースト   | 1984年 | PS4 Switch（2019年10月3日）  | - アーケードコントローラーに非対応                                                   |
| 10月23日 | エクセリオン           | ジャレコ         | 1983年 | PS4 Switch（2020年1月9日）   |                                                                                      |
| 11月20日 | テラクレスタ           | ニチブツ         | 1985年 | PS4 Switch（2018年5月10日）  | - 日本版と海外版の音源の切り替えが可能 - 連射機能は本作から実装された                |
| 11月27日 | ダブルドラゴン         | テクノスジャパン | 1987年 | PS4 Switch（2018年1月18日）  |                                                                                      |
| 12月18日 | レイダース5            | UPL              | 1985年 | PS4 Switch（2020年5月21日）  |                                                                                      |
| 12月25日 | スクランブル           | KONAMI           | 1981年 | PS4 Switch（2019年9月26日）  |                                                                                      |
| 12月25日 | Mr.五右衛門            | KONAMI           | 1986年 | PS4 Switch（2019年10月31日） |                                                                                      |

### 2015年
| 配信日   | タイトル                | 当時のブランド   | 発売年 | 対応ハード                   | 備考                                                                            |
| -------- | ----------------------- | ---------------- | ------ | ---------------------------- | ------------------------------------------------------------------------------- |
| 01月22日 | 出世大相撲              | テクノスジャパン | 1984年 | PS4 Switch（2019年7月11日）  |                                                                                 |
| 01月29日 | グラディウス            | KONAMI           | 1985年 | PS4 Switch（2020年7月9日）   | - 日本版（ROM版、バブルシステム版）、北米版『NEMESIS』、欧州版『NEMESIS』を収録 |
| 02月26日 | クレイジー・クライマー2 | ニチブツ         | 1988年 | PS4 Switch（2020年5月28日）  | - アーケードコントローラーに非対応                                              |
| 03月12日 | ぶたさん                | ジャレコ         | 1987年 | PS4 Switch（2019年5月16日）  |                                                                                 |
| 03月19日 | A-JAX                   | KONAMI           | 1987年 | PS4 Switch（2021年4月22日）  | 日本版、海外版『TYPHOON』を収録                                                 |
| 04月02日 | マグマックス            | ニチブツ         | 1985年 | PS4 Switch（2020年5月7日）   |                                                                                 |
| 04月09日 | コスモポリス ギャリバン | ニチブツ         | 1985年 | PS4 Switch（2021年1月14日）  |                                                                                 |
| 05月22日 | いっき                  | サン電子         | 1985年 | PS4 Switch（2018年5月24日）  |                                                                                 |
| 06月05日 | 忍者くん 阿修羅ノ章     | UPL              | 1987年 | PS4 Switch（2018年10月18日） | 前期版、後期版を収録                                                            |
| 07月03日 | 上海III                 | サンソフト       | 1993年 | PS4 Switch（2020年12月31日） |                                                                                 |
| 07月31日 | 熱血高校ドッジボール部  | テクノスジャパン | 1987年 | PS4 Switch（2020年8月27日）  | - 日本版、海外版『SUPER DODGE BALL』を収録                                      |
| 09月04日 | スターフォース          | テーカン         | 1984年 | PS4 Switch（2018年3月1日）   | - キャラバンモードとハイスコアモードは本作からの実装                            |
| 10月02日 | 影の伝説                | タイトー         | 1985年 | PS4 Switch（2019年10月10日） | MSM5232版、YM2203版を収録                                                       |
| 11月27日 | 沙羅曼蛇                | KONAMI           | 1986年 | PS4 Switch（2020年2月27日）  | 日本版、海外版『LIFE FORCE』、日本版『ライフフォース』を収録                    |
| 12月22日 | レネゲード              | テクノスジャパン | 1986年 | PS4 Switch（2018年6月28日）  | - 『熱血硬派くにおくん』の海外版 - キャンペーン対象者への無料配布               |
| 12月25日 | ツインビー              | KONAMI           | 1985年 | PS4 Switch（2019年12月5日）  | バブルシステム版、ROM版を収録                                                   |

### 2016年
| 配信日   | タイトル                      | 当時のブランド   | 発売年 | 対応ハード                   | 備考                                                                               |
| -------- | ----------------------------- | ---------------- | ------ | ---------------------------- | ---------------------------------------------------------------------------------- |
| 01月29日 | バブルボブル                  | タイトー         | 1986年 | PS4 Switch（2022年12月29日） |                                                                                    |
| 02月12日 | キッドのホレホレ大作戦        | ニチブツ         | 1987年 | PS4 Switch（2018年8月9日）   |                                                                                    |
| 02月26日 | ダブルドラゴンII ザ・リベンジ | テクノスジャパン | 1989年 | PS4 Switch（2018年12月6日）  | 日本版、海外版を収録                                                               |
| 03月11日 | 聖戦士アマテラス              | ニチブツ         | 1986年 | PS4 Switch（2022年6月23日）  | - 日本版、海外版『SOLDIER GIRL AMAZON』を収録                                      |
| 03月25日 | フラック・アタック            | KONAMI           | 1987年 | PS4 Switch（2020年4月9日）   | 日本版、海外版『MX5000』を収録                                                     |
| 04月22日 | グラディウスII -GOFERの野望-  | KONAMI           | 1988年 | PS4 Switch（2020年11月12日） | 日本版、海外版『VULCAN VENTURE』を収録                                             |
| 05月27日 | アームドF                     | ニチブツ         | 1988年 | PS4 Switch（2019年3月28日）  |                                                                                    |
| 07月15日 | 奇々怪界                      | タイトー         | 1986年 | PS4 Switch（2020年3月12日）  | 日本版、海外版を収録                                                               |
| 08月10日 | 魂斗羅                        | KONAMI           | 1987年 | PS4 Switch（2020年9月3日）   | 日本版、海外版『CONTRA』を収録                                                     |
| 08月26日 | ダライアス                    | タイトー         | 1986年 | PS4 Switch（2022年10月6日）  | - 配信当初はNEW版、「EXTRA VERSION」を収録。 - 2017年のアップデートでOLD版が追加。 |
| 09月29日 | アトミックロボキッド          | UPL              | 1988年 | PS4 Switch（2018年11月15日） |                                                                                    |
| 11月17日 | テラフォース                  | ニチブツ         | 1987年 | PS4 Switch（2019年5月2日）   |                                                                                    |
| 12月01日 | 悪魔城ドラキュラ              | KONAMI           | 1988年 | PS4 Switch（2021年4月1日）   | - 日本版、北米版、欧州版『HAUNTED CASTLE』を収録                                   |

### 2017年
| 配信日   | タイトル                    | 当時のブランド | 発売年 | 対応ハード                   | 備考                                       |
| -------- | --------------------------- | -------------- | ------ | ---------------------------- | ------------------------------------------ |
| 01月19日 | アークエリア                | UPL            | 1989年 | PS4 Switch（2023年5月18日）  |                                            |
| 02月16日 | ミュータントナイト          | UPL            | 1987年 | PS4 Switch（2021年12月30日） |                                            |
| 06月08日 | サンダークロス              | KONAMI         | 1988年 | PS4 Switch（2021年2月11日）  | 日本OLD版、日本NEW版、欧州版、北米版を収録 |
| 09月07日 | ニンジャウォーリアーズ      | タイトー       | 1988年 | PS4 Switch（2019年7月18日）  | 日本版、北米版、欧州版を収録               |
| 09月27日 | マリオブラザーズ            | 任天堂         | 1983年 | Switch                       |                                            |
| 10月26日 | エレベーターアクション      | タイトー       | 1983年 | PS4 Switch（2019年3月14日）  |                                            |
| 11月30日 | ジッピーレース              | アイレム       | 1983年 | PS4,Switch                   | 日本版、海外版『Traverse USA』を収録       |
| 12月22日 | VS.スーパーマリオブラザーズ | 任天堂         | 1986年 | Switch                       | - 原作は日本国内では未発売のタイトル       |
| 12月26日 | フロントライン              | タイトー       | 1983年 | PS4 Switch（2019年2月14日）  |                                            |

### 2018年
| 配信日   | タイトル             | 当時のブランド | 発売年 | 対応ハード | 備考                                                                                              |
| -------- | -------------------- | -------------- | ------ | ---------- | ------------------------------------------------------------------------------------------------- |
| 01月25日 | 快傑ヤンチャ丸       | アイレム       | 1986年 | PS4,Switch |                                                                                                   |
| 02月22日 | 妖獣伝               | アイレム       | 1986年 | PS4,Switch |                                                                                                   |
| 03月22日 | ムーンパトロール     | アイレム       | 1982年 | PS4,Switch |                                                                                                   |
| 03月30日 | パンチアウト!!       | 任天堂         | 1983年 | Switch     |                                                                                                   |
| 05月02日 | 10ヤードファイト     | アイレム       | 1983年 | PS4,Switch | 『10ヤードファイト』、『VS 10ヤードファイト』を収録                                               |
| 06月15日 | ドンキーコング       | 任天堂         | 1981年 | Switch     | 前期版、後期版、海外版を収録                                                                      |
| 07月20日 | スカイスキッパー     | 任天堂         | 1981年 | Switch     |                                                                                                   |
| 07月26日 | オメガファイター     | UPL            | 1989年 | PS4,Switch | 『オメガファイター』、『オメガファイター』スペシャルモード、『オメガファイター スペシャル』を収録 |
| 08月30日 | アーガス             | ジャレコ       | 1986年 | PS4,Switch |                                                                                                   |
| 09月21日 | エキサイトバイク     | 任天堂         | 1984年 | Switch     | 収録内容はVS.システム版                                                                           |
| 10月25日 | ASO                  | SNK            | 1985年 | PS4,Switch |                                                                                                   |
| 11月09日 | アーバンチャンピオン | 任天堂         | 1984年 | Switch     | 収録内容はVS.システム版                                                                           |
| 11月29日 | ルート16             | サン電子       | 1981年 | PS4,Switch |                                                                                                   |
| 12月13日 | アテナ               | SNK            | 1986年 | PS4,Switch |                                                                                                   |
| 12月21日 | ドンキーコングJR.    | 任天堂         | 1982年 | Switch     | 日本版、海外版『DONKEY KONG JUNIOR』を収録                                                        |

### 2019年
| 配信日   | タイトル              | 当時のブランド | 発売年 | 対応ハード | 備考                                                                            |
| -------- | --------------------- | -------------- | ------ | ---------- | ------------------------------------------------------------------------------- |
| 02月22日 | アイスクライマー      | 任天堂         | 1985年 | Switch     | 収録内容はVS.システム版                                                         |
| 03月07日 | 怒 -IKARI-            | SNK            | 1986年 | PS4,Switch |                                                                                 |
| 04月05日 | ドンキーコング3       | 任天堂         | 1983年 | Switch     | 日本版、海外版を収録                                                            |
| 04月11日 | タイムパイロット      | KONAMI         | 1982年 | PS4,Switch |                                                                                 |
| 04月25日 | サイコソルジャー      | SNK            | 1987年 | PS4,Switch | - 配信当初は日本版のみ収録されたが、2019年5月のアップデートで海外版が追加された |
| 05月09日 | 忍者龍剣伝            | テクモ         | 1988年 | PS4,Switch | 日本版、北米版『NINJA GAIDEN』を収録                                            |
| 05月23日 | イメージファイト      | アイレム       | 1988年 | PS4,Switch |                                                                                 |
| 05月30日 | アルペンスキー        | タイトー       | 1982年 | PS4,Switch |                                                                                 |
| 06月13日 | プーヤン              | KONAMI         | 1982年 | PS4,Switch |                                                                                 |
| 06月20日 | ワイルドウエスタン    | タイトー       | 1982年 | PS4,Switch |                                                                                 |
| 06月28日 | クルクルランド        | 任天堂         | 1984年 | Switch     | 収録内容はVS.システム版                                                         |
| 07月04日 | 最後の忍道            | アイレム       | 1988年 | PS4,Switch |                                                                                 |
| 07月25日 | ロードファイター      | KONAMI         | 1984年 | PS4,Switch |                                                                                 |
| 08月01日 | 怒号層圏              | SNK            | 1986年 | PS4,Switch |                                                                                 |
| 08月08日 | Xマルチプライ         | アイレム       | 1989年 | PS4,Switch |                                                                                 |
| 08月15日 | VS.グラディウス       | KONAMI         | 1986年 | PS4,Switch | - 海外版を収録                                                                  |
| 08月22日 | ウォータースキー      | タイトー       | 1983年 | PS4,Switch |                                                                                 |
| 08月30日 | ピンボール            | 任天堂         | 1984年 | Switch     | 収録内容はVS.システム版                                                         |
| 09月05日 | ビジランテ            | アイレム       | 1988年 | PS4,Switch |                                                                                 |
| 09月12日 | TRACK & FIELD         | KONAMI         | 1983年 | PS4,Switch | 『ハイパーオリンピック』の海外版『TRACK & FIELD』のみを収録                     |
| 09月19日 | タイムトンネル        | タイトー       | 1982年 | PS4,Switch |                                                                                 |
| 10月17日 | VS.キャッスルヴァニア | KONAMI         | 1987年 | PS4,Switch | - 海外版を収録                                                                  |
| 10月25日 | ゴルフ                | 任天堂         | 1984年 | Switch     | - 収録内容はVS.システム版 - 海外版を収録                                        |
| 11月07日 | T・A・N・K            | SNK            | 1985年 | PS4,Switch |                                                                                 |
| 11月14日 | イー・アル・カンフー  | KONAMI         | 1985年 | PS4,Switch |                                                                                 |
| 11月21日 | 海底大戦争            | アイレム       | 1993年 | PS4,Switch | 日本版、海外版『IN THE HUNT』を収録                                             |
| 11月28日 | HYPER SPORTS          | KONAMI         | 1984年 | PS4,Switch | 『ハイパーオリンピック'84』の海外版『HYPER SPORTS』のみを収録                   |
| 12月12日 | フロッガー            | KONAMI         | 1981年 | PS4,Switch |                                                                                 |
| 12月27日 | VS.バルーンファイト   | 任天堂         | 1984年 | Switch     | 2人ローカル通信プレイ対応                                                       |

### 2020年
| 配信日   | タイトル                         | 当時のブランド | 発売年 | 対応ハード                   | 備考                                                                                          |
| -------- | -------------------------------- | -------------- | ------ | ---------------------------- | --------------------------------------------------------------------------------------------- |
| 01月02日 | ぺんぎんくんWARS                 | UPL            | 1985年 | Switch PS4（2020年1月9日）   |                                                                                               |
| 01月16日 | 出たな!!ツインビー               | KONAMI         | 1991年 | PS4,Switch                   | 日本版、海外版『Bells & Whistles』を収録                                                      |
| 01月23日 | XX MISSION                       | UPL            | 1986年 | PS4,Switch                   |                                                                                               |
| 01月30日 | テクモボウル                     | テクモ         | 1987年 | PS4,Switch                   | - 海外版を収録                                                                                |
| 02月06日 | 天聖龍                           | ジャレコ       | 1989年 | PS4,Switch                   |                                                                                               |
| 02月13日 | サスケ VS コマンダ               | 新日本企画     | 1980年 | PS4,Switch                   |                                                                                               |
| 02月21日 | VS.麻雀                          | 任天堂         | 1984年 | Switch                       | 2人ローカル通信プレイ対応                                                                     |
| 03月05日 | 脱獄                             | SNK            | 1988年 | PS4,Switch                   |                                                                                               |
| 03月19日 | フォーメーションZ                | ジャレコ       | 1984年 | PS4,Switch                   |                                                                                               |
| 03月26日 | 怒III                            | SNK            | 1989年 | PS4,Switch                   | 日本版、北米版、欧州版を収録                                                                  |
| 04月02日 | ティンスター                     | タイトー       | 1983年 | PS4,Switch                   |                                                                                               |
| 04月16日 | プラスアルファ                   | ジャレコ       | 1989年 | Switch PS4（2020年4月30日）  |                                                                                               |
| 04月23日 | チューブパニック                 | ニチブツ       | 1984年 | Switch PS4（2020年5月7日）   |                                                                                               |
| 05月01日 | VS.レッキングクルー              | 任天堂         | 1985年 | Switch                       | 2人ローカル通信プレイ対応                                                                     |
| 05月14日 | ラジカルラジアル                 | ニチブツ       | 1983年 | Switch PS4（2020年5月28日）  | - 海外版を収録                                                                                |
| 06月04日 | ノーティボーイ                   | ジャレコ       | 1982年 | Switch PS4（2020年6月18日）  | 旧版と新版を収録                                                                              |
| 06月11日 | サンセットライダーズ             | KONAMI         | 1991年 | PS4,Switch                   | 日本2人版、日本4人版、北米2人版、北米4人版を収録                                              |
| 06月19日 | VS.ベースボール                  | 任天堂         | 1984年 | Switch                       | 2人ローカル通信プレイ対応                                                                     |
| 06月25日 | ウィズ                           | セイブ開発     | 1985年 | PS4,Switch                   | 実稼働前に制作側が想定したショットの飛距離に設定可能                                          |
| 07月02日 | P-47                             | ジャレコ       | 1988年 | PS4,Switch                   |                                                                                               |
| 07月16日 | カンガルー                       | サン電子       | 1982年 | PS4,Switch                   |                                                                                               |
| 07月22日 | 鋼鉄要塞シュトラール             | UPL            | 1992年 | PS4,Switch                   | 旧版と新版を収録                                                                              |
| 07月30日 | バーガータイム                   | データイースト | 1982年 | PS4,Switch                   |                                                                                               |
| 08月06日 | サーカスチャーリー               | KONAMI         | 1984年 | PS4,Switch                   | 旧版と新版を収録                                                                              |
| 08月14日 | スーパーパンチアウト!!           | 任天堂         | 1985年 | Switch                       |                                                                                               |
| 08月20日 | トライゴン                       | KONAMI         | 1990年 | PS4,Switch                   | 日本版、海外版『Lightning Fighters』を収録                                                    |
| 09月10日 | ジェミニウイング                 | テクモ         | 1987年 | PS4,Switch                   |                                                                                               |
| 09月17日 | E.D.F.                           | ジャレコ       | 1991年 | PS4,Switch                   |                                                                                               |
| 09月24日 | バーニン'ラバー                  | データイースト | 1982年 | PS4,Switch                   |                                                                                               |
| 10月01日 | べんべろべえ                     | タイトー       | 1984年 | PS4,Switch                   |                                                                                               |
| 10月08日 | アラビアン                       | サン電子       | 1983年 | PS4,Switch                   | デフォルト設定が得点毎エクステンド                                                            |
| 10月15日 | スーパーコブラ                   | KONAMI         | 1981年 | PS4,Switch                   | 初期出荷版を収録                                                                              |
| 10月23日 | サッカー                         | 任天堂         | 1985年 | Switch                       | 収録内容はVS.システム版                                                                       |
| 10月29日 | 64番街                           | ジャレコ       | 1991年 | PS4,Switch                   |                                                                                               |
| 11月05日 | ぺったんピュー                   | サン電子       | 1984年 | PS4,Switch                   |                                                                                               |
| 11月19日 | ゼロチーム                       | セイブ開発     | 1993年 | PS4,Switch                   | 前期版、後期版を収録                                                                          |
| 11月26日 | グリーンベレー                   | KONAMI         | 1985年 | PS4,Switch                   | 日本版、海外版『RUSH'N ATTACK』を収録                                                         |
| 12月03日 | フェアリーランドストーリー       | タイトー       | 1985年 | PS4,Switch                   |                                                                                               |
| 12月10日 | マーカム                         | サン電子       | 1983年 | Switch PS4（2020年12月17日） |                                                                                               |
| 12月18日 | VS.テニス                        | 任天堂         | 1984年 | Switch                       | 2人、4人ローカル通信プレイ対応                                                                |
| 12月24日 | グラディウスIII -伝説から神話へ- | KONAMI         | 1989年 | PS4,Switch                   | 日本OLD版、日本NEW版、アジア版を収録 200週連続配信の特別仕様としてCUSTOM MODEが搭載されている |

### 2021年
| 配信日   | タイトル                 | 当時のブランド | 発売年 | 対応ハード                  | 備考                                                                               |
| -------- | ------------------------ | -------------- | ------ | --------------------------- | ---------------------------------------------------------------------------------- |
| 01月07日 | 妖精物語ロッド・ランド   | ジャレコ       | 1990年 | PS4,Switch                  | 日本版、海外版を収録                                                               |
| 01月21日 | クォース                 | KONAMI         | 1989年 | PS4,Switch                  | 日本版と海外版『BLOCK HOLE』を収録                                                 |
| 01月28日 | ハレーズコメット         | タイトー       | 1986年 | PS4,Switch                  |                                                                                    |
| 02月04日 | 伊賀忍術伝 五神の書      | ジャレコ       | 1988年 | PS4,Switch                  | 日本版、海外版『NINJA KAZAN』を収録                                                |
| 02月18日 | サイバトラー             | ジャレコ       | 1993年 | PS4,Switch                  |                                                                                    |
| 02月25日 | ゲバラ                   | SNK            | 1987年 | PS4,Switch                  |                                                                                    |
| 03月04日 | 魔魁伝説                 | ジャレコ       | 1988年 | PS4,Switch                  | 日本版、海外版『LEGEND OF MAKAI』を収録                                            |
| 03月11日 | サンダードラゴン         | NMK            | 1991年 | PS4,Switch                  |                                                                                    |
| 03月18日 | クライムファイターズ     | KONAMI         | 1989年 | PS4,Switch                  | 日本2人版、日本4人版、海外2人版、海外4人版を収録                                   |
| 03月25日 | スイマー                 | テーカン       | 1982年 | PS4,Switch                  |                                                                                    |
| 04月08日 | サボテンボンバーズ       | NMK            | 1992年 | PS4,Switch                  |                                                                                    |
| 04月15日 | フリスキー・トム         | ニチブツ       | 1981年 | PS4,Switch                  | 前期版、後期版を収録                                                               |
| 04月28日 | サンダークロスII         | KONAMI         | 1991年 | PS4,Switch                  |                                                                                    |
| 05月06日 | ザ・ロードオブキング     | ジャレコ       | 1989年 | PS4,Switch                  | 日本版、海外版『THE ASTYANAX』を収録                                               |
| 05月13日 | ガズラー                 | テーカン       | 1983年 | Switch PS4（2021年5月14日） |                                                                                    |
| 05月20日 | タスクフォースハリアー   | UPL            | 1989年 | Switch PS4（2021年5月27日） |                                                                                    |
| 05月27日 | タイムパイロット'84      | KONAMI         | 1984年 | PS4,Switch                  |                                                                                    |
| 06月03日 | はちゃめちゃファイター   | NMK            | 1991年 | PS4,Switch                  | 日本版、英語版を収録                                                               |
| 06月10日 | パイレートピート         | タイトー       | 1982年 | PS4,Switch                  | - 海外版を収録                                                                     |
| 06月17日 | セクターゾーン           | ニチブツ       | 1984年 | PS4,Switch                  | 日本版、海外版『SEICROSS』を収録                                                   |
| 06月24日 | 武田信玄                 | ジャレコ       | 1988年 | PS4,Switch                  |                                                                                    |
| 07月01日 | 雷電                     | セイブ開発     | 1990年 | PS4,Switch                  | 日本版、海外版を収録                                                               |
| 07月08日 | シーファイターポセイドン | タイトー       | 1984年 | PS4,Switch                  |                                                                                    |
| 07月15日 | ダーウィン4078           | データイースト | 1986年 | PS4,Switch                  |                                                                                    |
| 07月21日 | クライムファイターズ2    | KONAMI         | 1991年 | PS4,Switch                  | 日本2人版、日本4人版、海外2人版、海外4人版を収録                                   |
| 08月05日 | 宇宙戦艦ゴモラ           | UPL            | 1990年 | PS4,Switch                  | 日本版、海外版『BIO-SHIP PALADIN』を収録                                           |
| 08月13日 | 功里金団                 | タイトー       | 1988年 | PS4,Switch                  |                                                                                    |
| 08月19日 | バンダイク               | UPL            | 1990年 | PS4,Switch                  |                                                                                    |
| 08月26日 | スペースクルーザー       | タイトー       | 1981年 | PS4,Switch                  |                                                                                    |
| 09月02日 | USAAF ムスタング         | UPL            | 1990年 | PS4,Switch                  |                                                                                    |
| 09月09日 | ポップフレーマー         | ジャレコ       | 1982年 | PS4,Switch                  |                                                                                    |
| 09月16日 | ソルダム                 | ジャレコ       | 1992年 | PS4,Switch                  | 日本版、海外版を収録                                                               |
| 09月24日 | パックマン               | ナムコ         | 1980年 | Switch PS4（2021年10月7日） |                                                                                    |
| 09月24日 | ゼビウス                 | ナムコ         | 1983年 | Switch PS4（2021年10月7日） |                                                                                    |
| 09月30日 | 女三四郎                 | タイトー       | 1985年 | PS4,Switch                  |                                                                                    |
| 10月07日 | 源平討魔伝               | ナムコ         | 1986年 | PS4,Switch                  |                                                                                    |
| 10月14日 | ラリーX                  | ナムコ         | 1980年 | PS4,Switch                  |                                                                                    |
| 10月21日 | マッピー                 | ナムコ         | 1983年 | PS4,Switch                  |                                                                                    |
| 10月28日 | スカイキッド             | ナムコ         | 1985年 | PS4,Switch                  |                                                                                    |
| 11月04日 | ブラックハート           | UPL            | 1991年 | PS4,Switch                  | 日本版、海外版を収録                                                               |
| 11月11日 | リブルラブル             | ナムコ         | 1983年 | PS4,Switch                  |                                                                                    |
| 11月18日 | レイメイズ               | タイトー       | 1988年 | PS4,Switch                  | オリジナルのバグで到達不可能だった隠しエンディングが、こだわり設定で到達可能に修正 |
| 11月25日 | フォゾン                 | ナムコ         | 1983年 | PS4,Switch                  |                                                                                    |
| 12月02日 | ミズバク大冒険           | タイトー       | 1990年 | PS4,Switch                  |                                                                                    |
| 12月09日 | ドラゴンバスター         | ナムコ         | 1985年 | PS4,Switch                  |                                                                                    |
| 12月16日 | 未来忍者                 | ナムコ         | 1988年 | PS4,Switch                  |                                                                                    |
| 12月23日 | XEXEX                    | KONAMI         | 1991年 | PS4,Switch                  | 日本版、欧州版、北米版『ORIUS』を収録                                              |

### 2022年
| 配信日   | タイトル                      | 当時のブランド | 発売年 | 対応ハード | 備考                                                                                |
| -------- | ----------------------------- | -------------- | ------ | ---------- | ----------------------------------------------------------------------------------- |
| 01月06日 | スーパーパックマン            | ナムコ         | 1982年 | PS4,Switch |                                                                                     |
| 01月13日 | ガンネイル                    | NMK            | 1993年 | PS4,Switch | 日本語版、英語版を収録                                                              |
| 01月20日 | ホッピングマッピー            | ナムコ         | 1986年 | PS4,Switch |                                                                                     |
| 01月27日 | ピストル大名の冒険            | ナムコ         | 1990年 | PS4,Switch |                                                                                     |
| 02月03日 | ニューラリーX                 | ナムコ         | 1981年 | PS4,Switch |                                                                                     |
| 02月10日 | サンダードラゴン2             | NMK            | 1993年 | PS4,Switch |                                                                                     |
| 02月17日 | デンジャラスシード            | ナムコ         | 1989年 | PS4,Switch |                                                                                     |
| 02月24日 | ハイウェイレース              | タイトー       | 1983年 | PS4,Switch |                                                                                     |
| 03月03日 | ドラゴンスピリット            | ナムコ         | 1987年 | PS4,Switch | - OLD版、NEW版を収録 - 同タイトルよりレーティングがCEROから国際基準のIARCに順次変更 |
| 03月10日 | QIX                           | タイトー       | 1981年 | PS4,Switch |                                                                                     |
| 03月17日 | ローリングサンダー            | ナムコ         | 1986年 | PS4,Switch | 前期版、後期版、最終版を収録                                                        |
| 03月24日 | エンパイア シティ:1931        | セイブ開発     | 1986年 | PS4,Switch |                                                                                     |
| 03月31日 | ワンダーモモ                  | ナムコ         | 1987年 | PS4,Switch |                                                                                     |
| 04月07日 | パックランド                  | ナムコ         | 1984年 | PS4,Switch | - 一部グラフィックが原作から差し替え                                                |
| 04月14日 | ワルキューレの伝説            | ナムコ         | 1989年 | PS4,Switch |                                                                                     |
| 04月21日 | ギャプラス                    | ナムコ         | 1984年 | PS4,Switch | OLD版、NEW版を収録                                                                  |
| 04月28日 | 妖怪道中記                    | ナムコ         | 1987年 | PS4,Switch | 日本版、海外版を収録。一部グラフィックが原作から差し替え                            |
| 05月06日 | ファイティングホーク          | タイトー       | 1988年 | PS4,Switch |                                                                                     |
| 05月12日 | プロテニス ワールドコート     | ナムコ         | 1988年 | PS4,Switch | 同タイトルよりレーティングがIARCに完全移行                                          |
| 05月19日 | トリオ・ザ・パンチ            | データイースト | 1989年 | PS4,Switch |                                                                                     |
| 05月26日 | フリップル                    | タイトー       | 1989年 | PS4,Switch |                                                                                     |
| 06月02日 | ドルアーガの塔                | ナムコ         | 1984年 | PS4,Switch |                                                                                     |
| 06月09日 | モトス                        | ナムコ         | 1985年 | PS4,Switch |                                                                                     |
| 06月16日 | スペースシーカー              | タイトー       | 1981年 | PS4,Switch |                                                                                     |
| 06月30日 | サンダーセプター              | ナムコ         | 1986年 | PS4,Switch | - 中潟憲雄作曲の新BGMを収録。                                                       |
| 07月07日 | ラビオレプス                  | ビデオシステム | 1987年 | PS4,Switch |                                                                                     |
| 07月14日 | ドラゴンセイバー              | ナムコ         | 1990年 | PS4,Switch |                                                                                     |
| 07月21日 | ちゃっくんぽっぷ              | タイトー       | 1984年 | PS4,Switch | 日本語版、英語版を収録                                                              |
| 07月28日 | ローラージャマー              | ニチブツ       | 1984年 | PS4,Switch |                                                                                     |
| 08月04日 | ディグダグ                    | ナムコ         | 1982年 | PS4,Switch |                                                                                     |
| 08月12日 | ガンフロンティア              | タイトー       | 1990年 | PS4,Switch | 日本版、海外版『Gun & Frontier』を収録                                              |
| 08月18日 | メトロクロス                  | ナムコ         | 1985年 | PS4,Switch |                                                                                     |
| 08月25日 | スーパーバレーボール          | ビデオシステム | 1989年 | PS4,Switch |                                                                                     |
| 09月01日 | パック&パル                   | ナムコ         | 1983年 | PS4,Switch |                                                                                     |
| 09月08日 | チャンピオンレスラー          | タイトー       | 1989年 | PS4,Switch |                                                                                     |
| 09月15日 | ロンパーズ                    | ナムコ         | 1989年 | PS4,Switch |                                                                                     |
| 09月22日 | イシターの復活                | ナムコ         | 1986年 | PS4,Switch |                                                                                     |
| 09月29日 | アサルト                      | ナムコ         | 1988年 | PS4,Switch | 前期版、後期版を収録                                                                |
| 10月13日 | トイポップ                    | ナムコ         | 1986年 | PS4,Switch |                                                                                     |
| 10月20日 | 闘姫伝承 ANGEL EYES           | テクモ         | 1996年 | PS4,Switch | プラクティスモードを搭載                                                            |
| 10月27日 | オーダイン                    | ナムコ         | 1988年 | PS4,Switch | 日本版、海外版を収録                                                                |
| 11月04日 | 悪戯天使                      | ニチブツ       | 1984年 | PS4,Switch |                                                                                     |
| 11月10日 | バラデューク                  | ナムコ         | 1985年 | PS4,Switch |                                                                                     |
| 11月17日 | メタルブラック                | タイトー       | 1991年 | PS4,Switch | 日本版、海外版を収録                                                                |
| 11月24日 | ギャラクシアン                | ナムコ         | 1979年 | PS4,Switch | - シリーズ初の1970年代タイトルの復刻                                                |
| 12月01日 | テトリス ザ・グランドマスター | アリカ         | 1998年 | PS4,Switch | - シリーズ初の32ビットCPUを採用したタイトルの復刻                                   |
| 12月08日 | パックマニア                  | ナムコ         | 1987年 | PS4,Switch | 日本版、海外版を収録                                                                |
| 12月15日 | マーベルランド                | ナムコ         | 1989年 | PS4,Switch |                                                                                     |
| 12月22日 | メタルホーク                  | ナムコ         | 1988年 | PS4,Switch | 日本版、海外版を収録                                                                |

### 2023年
| 配信日   | タイトル                                               | 当時のブランド | 発売年 | 対応ハード | 備考                                                             |
| -------- | ------------------------------------------------------ | -------------- | ------ | ---------- | ---------------------------------------------------------------- |
| 01月05日 | ギャラガ                                               | ナムコ         | 1981年 | PS4,Switch | 初期版、最終版を収録                                             |
| 01月12日 | SENJYO                                                 | テーカン       | 1983年 | PS4,Switch |                                                                  |
| 01月19日 | タンクフォース                                         | ナムコ         | 1991年 | PS4,Switch | 日本2人版、海外2人版、海外4人版を収録                            |
| 01月26日 | ニュージーランドストーリー                             | タイトー       | 1988年 | PS4,Switch |                                                                  |
| 02月02日 | フェリオス                                             | ナムコ         | 1989年 | PS4,Switch |                                                                  |
| 02月09日 | まじかるスピード                                       | アルュメ       | 1994年 | PS4,Switch |                                                                  |
| 02月16日 | グロブダー                                             | ナムコ         | 1984年 | PS4,Switch | 前期版、後期版を収録                                             |
| 02月24日 | ドンドコドン                                           | タイトー       | 1989年 | PS4,Switch |                                                                  |
| 03月02日 | スカイキッドDX                                         | ナムコ         | 1986年 | PS4,Switch |                                                                  |
| 03月09日 | ターボフォース                                         | ビデオシステム | 1991年 | PS4,Switch | 旧版、新版、北米版を収録                                         |
| 03月16日 | 3DサンダーセプターII                                   | ナムコ         | 1986年 | PS4,Switch |                                                                  |
| 03月23日 | 地獄めぐり                                             | タイトー       | 1988年 | PS4,Switch | 日本版、海外版『BONZE ADVENTURE』を収録                          |
| 03月30日 | ナバロン                                               | ナムコ         | 1980年 | PS4,Switch |                                                                  |
| 04月06日 | レゾン                                                 | アルュメ       | 1991年 | PS4,Switch |                                                                  |
| 04月13日 | ディグダグII                                           | ナムコ         | 1985年 | PS4,Switch | OLD版、NEW版を収録                                               |
| 04月20日 | コズモギャング・ザ・ビデオ                             | ナムコ         | 1992年 | PS4,Switch | 日本版、海外版を収録                                             |
| 04月27日 | ギャラガ'88                                            | ナムコ         | 1987年 | PS4,Switch |                                                                  |
| 05月02日 | ワイルドファング                                       | テクモ         | 1989年 | PS4,Switch | 日本版、北米版『TECMO KNIGHT』を収録                             |
| 05月11日 | マジンガーZ                                            | バンプレスト   | 1994年 | PS4,Switch | - シリーズ初のアニメや漫画を原作とするメディアミックス作品の復刻 |
| 05月25日 | ローリングサンダー2                                    | ナムコ         | 1991年 | PS4,Switch | 日本版、海外版を収録                                             |
| 06月01日 | テトリス ジ・アブソリュート ザ・グランドマスター2 PLUS | アリカ         | 2000年 | PS4,Switch |                                                                  |
| 06月08日 | 超絶倫人ベラボーマン                                   | ナムコ         | 1988年 | PS4,Switch |                                                                  |
| 06月15日 | メガブラスト                                           | タイトー       | 1989年 | PS4,Switch |                                                                  |
| 06月22日 | スプラッターハウス                                     | ナムコ         | 1988年 | PS4,Switch |                                                                  |
| 06月29日 | COP 01                                                 | ニチブツ       | 1985年 | PS4,Switch |                                                                  |
| 07月06日 | ポールポジション                                       | ナムコ         | 1982年 | PS4,Switch |                                                                  |
| 07月13日 | 雷牙                                                   | テクモ         | 1991年 | PS4,Switch |                                                                  |
| 07月20日 | キング&バルーン                                        | ナムコ         | 1980年 | PS4,Switch |                                                                  |
| 07月27日 | ルナーク                                               | タイトー       | 1990年 | PS4,Switch | 日本版、海外版『GROWL』を収録                                    |
| 08月03日 | 爆突機銃艇                                             | ナムコ         | 1988年 | PS4,Switch |                                                                  |
| 08月10日 | マッドシャーク                                         | アルュメ       | 1993年 | PS4,Switch |                                                                  |
| 08月17日 | 魔獣の王国                                             | KONAMI         | 1987年 | PS4,Switch | 日本版、欧州版『DEVIL WORLD』、北米版『DARK ADVENTURE』を収録    |
| 08月24日 | ボスコニアン                                           | ナムコ         | 1981年 | PS4,Switch | OLD版、NEW版を収録                                               |
| 08月31日 | カダッシュ                                             | タイトー       | 1989年 | PS4,Switch | 日本版、海外版を収録                                             |
| 09月06日 | ジンジンジップ                                         | アルュメ       | 1992年 | PS4,Switch |                                                                  |
| 09月14日 | マンハッタン24分署                                     | KONAMI         | 1986年 | PS4,Switch | 日本版、海外版『JAIL BREAK』を収録                               |
| 09月21日 | ストライクガンナー S.T.G                               | アテナ         | 1991年 | PS4,Switch |                                                                  |
| 09月28日 | ファイネストアワー                                     | ナムコ         | 1989年 | PS4,Switch |                                                                  |
| 10月05日 | ダライアスII                                           | タイトー       | 1989年 | PS4,Switch | 3画面版のみの収録                                                |
| 10月12日 | ガッタンゴットン                                       | KONAMI         | 1982年 | PS4,Switch | 日本版、海外版『LOCO-MOTION』を収録                              |
| 10月19日 | ブランディア                                           | アルュメ       | 1992年 | PS4,Switch |                                                                  |
| 10月26日 | バーニングフォース                                     | ナムコ         | 1989年 | PS4,Switch |                                                                  |
| 11月02日 | 大王                                                   | アテナ         | 1993年 | PS4,Switch | 日本版、海外版を収録                                             |
| 11月09日 | ショーリンズロード                                     | KONAMI         | 1985年 | PS4,Switch | 日本版、海外版『KICKER』を収録                                   |
| 11月16日 | ダイノレックス                                         | タイトー       | 1992年 | PS4,Switch |                                                                  |
| 11月22日 | ワープ&ワープ                                          | ナムコ         | 1981年 | PS4,Switch |                                                                  |
| 11月30日 | スクランブルフォーメーション                           | タイトー       | 1986年 | PS4,Switch | 日本版、海外版『TOKIO』を収録                                    |
| 12月07日 | ポールポジションII                                     | ナムコ         | 1983年 | PS4,Switch |                                                                  |
| 12月14日 | ソニックウィングス                                     | ビデオシステム | 1992年 | PS4,Switch | 日本版、海外版『AERO FIGHTERS』を収録                            |
| 12月21日 | ミスティックウォリアーズ                               | KONAMI         | 1993年 | PS4,Switch | 日本版、北米版を収録                                             |
| 12月28日 | ソリタリーファイター                                   | タイトー       | 1991年 | PS4,Switch |                                                                  |

### 2024年
| 配信日   | タイトル                         | 当時のブランド | 発売年 | 対応ハード | 備考 |
| -------- | -------------------------------- | -------------- | ------ | ---------- | --- |
| 01月04日 | マイティガイ                     | ニチブツ       | 1986年 | PS4,Switch | |
| 01月11日 | コズモギャング・ザ・パズル       | ナムコ         | 1992年 | PS4,Switch | 日本版、海外版を収録 |
| 01月18日 | SUPER魂斗羅 エイリアンの逆襲     | KONAMI         | 1988年 | PS4,Switch | 日本版、海外版『SUPER CONTRA』を収録 |
| 01月25日 | レインボーアイランド             | タイトー       | 1987年 | PS4,Switch | - アーケードアーカイブスシリーズ400作品記念タイトル。 - 『レインボーアイランド』と『レインボーアイランドEXTRA』を収録 - メインBGMがNES移植版のBGMのアレンジに差し替えられている |
| 02月01日 | シルクワーム                     | テクモ         | 1988年 | PS4,Switch | - 戦闘車両の名称が権利上の都合から変更されている |
| 02月08日 | フェイスオフ                     | ナムコ         | 1988年 | PS4,Switch | |
| 02月15日 | マスター オブ ウエポン           | タイトー       | 1989年 | PS4,Switch | |
| 02月22日 | ジャングラー                     | KONAMI         | 1981年 | PS4,Switch | |
| 02月29日 | ウォーオブエアロ                 | アルュメ       | 1993年 | PS4,Switch | |
| 03月07日 | タンクバタリアン                 | ナムコ         | 1980年 | PS4,Switch | |
| 03月14日 | マウサー                         | UPL            | 1983年 | PS4,Switch | |
| 03月21日 | サプライズアタック               | KONAMI         | 1990年 | PS4,Switch | 日本版、海外版を収録 |
| 03月28日 | ヴォルフィード                   | タイトー       | 1989年 | PS4,Switch | OLD版、NEW版を収録 |
| 04月04日 | エクスバニア                     | ナムコ         | 1992年 | PS4,Switch | |
| 04月11日 | VS.スーパーゼビウス ガンプの謎   | ナムコ         | 1986年 | PS4,Switch | |
| 04月18日 | エメラルディア                   | ナムコ         | 1993年 | PS4,Switch | 日本版、海外版を収録 |
| 04月25日 | ニューマンアスレチックス         | ナムコ         | 1993年 | PS4,Switch | 日本版、海外版を収録 |
| 05月02日 | ラスタンサーガ                   | タイトー       | 1987年 | PS4,Switch | 日本版、海外版『RASTAN』を収録 |
| 05月09日 | ツタンカーム                     | KONAMI         | 1982年 | PS4,Switch | |
| 05月15日 | F/A                              | ナムコ         | 1992年 | PS4,Switch | アーケードアーカイブス10周年記念タイトル |
| 05月23日 | 超時迷宮レジオン                 | ニチブツ       | 1987年 | PS4,Switch | 日本版、海外版『LEGION - SPINNER-87』を収録 |
| 05月30日 | キューブリック                   | KONAMI         | 1989年 | PS4,Switch | |
| 06月06日 | ワイピング                       | ニチブツ       | 1982年 | PS4,Switch | 日本版、海外版『RUG RATS』を収録 |
| 06月13日 | VS.スターラスター                | ナムコ         | 1985年 | PS4,Switch | |
| 06月20日 | ラスタンサーガII                 | タイトー       | 1988年 | PS4,Switch | |
| 06月27日 | 特殊部隊ジャッカル               | KONAMI         | 1986年 | PS4,Switch | 日本版、海外版『JACKAL』を収録 |
| 07月04日 | 妖魔忍法帖                       | ニチブツ       | 1986年 | PS4,Switch | 配信当初は日本版のみ収録。2024年9月の更新で海外版『NINJA EMAKI』が追加。 |
| 07月11日 | ティンクルピット                 | ナムコ         | 1993年 | PS4,Switch | |
| 07月18日 | ハットトリックヒーロー           | タイトー       | 1990年 | PS4,Switch | 日本版、海外版『FOOTBALL CHAMP』を収録 |
| 07月25日 | VS.ワルキューレの冒険 時の鍵伝説 | ナムコ         | 1986年 | PS4,Switch | |
| 08月01日 | ハードパンチャー 血まみれの栄光  | KONAMI         | 1988年 | PS4,Switch | 日本版、海外版『THE FINAL ROUND』を収録 |
| 08月08日 | でろ～んでろでろ                 | テクモ         | 1995年 | PS4,Switch | |
| 08月15日 | ナックルヘッズ                   | ナムコ         | 1993年 | PS4,Switch | |
| 08月22日 | ニンジャキッズ                   | タイトー       | 1990年 | PS4,Switch | 日本版、海外版を収録 |
| 08月29日 | ファイナライザー                 | KONAMI         | 1985年 | PS4,Switch | |
| 09月05日 | リードアングル                   | セイブ開発     | 1988年 | PS4,Switch | 日本版、海外版『DEAD ANGLE』を収録 |
| 09月12日 | VS.バトルシティー                | ナムコ         | 1985年 | PS4,Switch | |
| 09月19日 | クライムシティ                   | タイトー       | 1989年 | PS4,Switch | 日本版、海外版を収録 |
| 09月26日 | ブラストオフ                     | ナムコ         | 1989年 | PS4,Switch | |
| 10月03日 | ムーンシャトル                   | ニチブツ       | 1981年 | PS4,Switch | 英語音声版を収録 |
| 10月10日 | スーパーバレー'91                | ビデオシステム | 1991年 | PS4,Switch | |
| 10月17日 | バイオレンスファイト             | タイトー       | 1989年 | PS4,Switch | |
| 10月24日 | メタモルフィックフォース         | KONAMI         | 1993年 | PS4,Switch | - アーケードアーカイブス400週連続配信記念タイトル。 - 日本版、欧州版、北米版を収録                                                                                              |
| 10月31日 | 雷軋斗                           | テクモ         | 1992年 | PS4,Switch | - 海外版を収録。 |
| 11月07日 | VS.カイの冒険                    | ナムコ         | 1988年 | PS4,Switch | |
| 11月14日 | コナミのピンポン                 | KONAMI         | 1985年 | PS4,Switch | |
| 11月21日 | ファイナルブロー                 | タイトー       | 1989年 | PS4,Switch | 日本版、海外版を収録 |
| 11月28日 | コットン                         | サクセス       | 1991年 | PS4,Switch | 日本版、欧州版を収録 |
| 12月05日 | シティボンバー                   | KONAMI         | 1987年 | PS4,Switch | 日本版、海外版を収録 |
| 12月12日 | バイパーフェイズ1                | セイブ開発     | 1995年 | PS4,Switch | OLD版、NEW版を収録 |
| 12月19日 | ウォリアーブレード               | タイトー       | 1992年 | PS4,Switch | |
| 12月26日 | 超時空要塞マクロス               | バンプレスト   | 1992年 | PS4,Switch | 日本版、海外版を収録 |

### 2025年
| 配信日   | タイトル                   | 当時のブランド | 発売年 | 対応ハード                         | 備考                                                                                          |
| -------- | -------------------------- | -------------- | ------ | ---------------------------------- | --------------------------------------------------------------------------------------------- |
| 01月02日 | キャッスル・オブ・ドラゴン | アテナ         | 1989年 | PS4,Switch                         |                                                                                               |
| 01月09日 | VS.ファミリーテニス        | ナムコ         | 1987年 | PS4,Switch                         |                                                                                               |
| 01月16日 | エスケープキッズ           | KONAMI         | 1991年 | PS4,Switch                         | 日本版、アジア版を収録                                                                        |
| 01月23日 | ファイナルスターフォース   | テクモ         | 1992年 | PS4,Switch                         |                                                                                               |
| 01月30日 | サンダーフォックス         | タイトー       | 1990年 | PS4,Switch                         |                                                                                               |
| 02月06日 | メルヘンメイズ             | ナムコ         | 1988年 | PS4,Switch                         |                                                                                               |
| 02月13日 | にゃんにゃんパニック       | KONAMI         | 1988年 | PS4,Switch                         | 日本版、海外版『KITTEN KABOODLE』を収録                                                       |
| 02月20日 | オセロ                     | サクセス       | 1984年 | PS4,Switch                         |                                                                                               |
| 02月27日 | デッドコネクション         | タイトー       | 1992年 | PS4,Switch                         | 日本版、海外版を収録                                                                          |
| 03月06日 | VS. バベルの塔             | ナムコ         | 1986年 | PS4,Switch                         |                                                                                               |
| 03月13日 | ジュノファースト           | KONAMI         | 1983年 | PS4,Switch                         |                                                                                               |
| 03月21日 | 戦球                       | セイブ開発     | 1995年 | PS4,Switch                         |                                                                                               |
| 03月27日 | 陸海空 最前線              | タイトー       | 1986年 | PS4,Switch                         | 日本版、英語版『STORMING PARTY』、北米版『L.S.A. SQUAD』を収録                                |
| 04月03日 | アサルトプラス             | ナムコ         | 1988年 | PS4,Switch                         |                                                                                               |
| 04月10日 | クレイジーコップ           | KONAMI         | 1988年 | PS4,Switch                         | 日本版、海外版『GANG BUSTERS』を収録                                                          |
| 04月17日 | 戦え!ビッグファイター      | 日本物産       | 1989年 | Switch PS4（2025年4月19日）        |                                                                                               |
| 04月24日 | ピンボールアクション       | テーカン       | 1985年 | PS4,Switch                         |                                                                                               |
| 05月01日 | スーパーゼビウス           | ナムコ         | 1984年 | PS4,Switch                         |                                                                                               |
| 05月08日 | パンクショット             | KONAMI         | 1990年 | PS4,Switch                         | 日本版、海外版(最大2人用)、海外版(最大4人用)を収録                                            |
| 05月15日 | ネビュラスレイ             | ナムコ         | 1994年 | PS4,Switch                         |                                                                                               |
| 05月22日 | 琉球                       | サクセス       | 1990年 | PS4,Switch                         |                                                                                               |
| 05月29日 | スーパーワールドコート     | ナムコ         | 1993年 | PS4,Switch                         | 日本版、海外版を収録                                                                          |
| 06月05日 | リッジレーサー             | ナムコ         | 1993年 | PS4,Switch PS5,Switch2,Series X\|S | - 日本SD版、日本DX版、海外SD版、海外DX版を収録 - 『アーケードアーカイブス2』の第1弾タイトル。 |
| 06月12日 | スパイナルブレーカーズ     | ビデオシステム | 1991年 | PS4,Switch                         | 日本版、北米版、欧州版を収録                                                                  |
| 06月19日 | ストラテジーX              | KONAMI         | 1981年 | PS4,Switch                         |                                                                                               |
| 06月26日 | クレイジーバルーン         | タイトー       | 1980年 | PS4,Switch                         |                                                                                               |
| 07月03日 | エアーコンバット22         | ナムコ         | 1995年 | PS4,Switch PS5,Switch2,Series X\|S | 国内版、海外版を収録                                                                          |
| 07月10日 | 超時空要塞マクロスII       | バンプレスト   | 1993年 | PS4,Switch                         | 日本版、海外版を収録                                                                          |
| 07月17日 | スーパーバスケットボール   | KONAMI         | 1984年 | PS4,Switch                         |                                                                                               |
| 07月24日 | スティンガー               | セイブ開発     | 1983年 | PS4,Switch                         | 背景色や難度が異なる2バージョン（黒背景・青背景）を収録                                       |
| 07月31日 | THE運動会                  | タイトー       | 1984年 | PS4,Switch                         |                                                                                               |
| 08月07日 | ディー・デー               | ジャレコ       | 1984年 | PS4,Switch                         |                                                                                               |
| 08月14日 | アクアジェット             | ナムコ         | 1996年 | PS4,Switch PS5,Switch2,Series X\|S | 国内版、海外版を収録                                                                          |
| 08月21日 | 航空騎兵物語               | SNK            | 1988年 | PS4,Switch PS5,Series X\|S         | 国内版、海外版『CHOPPER I』を収録                                                             |

### 配信日未定
| 配信日     | タイトル         | 当時のブランド | 発売年 | 対応ハード | 備考                             |
| ---------- | ---------------- | -------------- | ------ | ---------- | -------------------------------- |
| 配信日未定 | がんばれギンくん | テクモ         | 1995年 | PS4,Switch | ゲーム内の表現上の問題で無期延期 |

### 未発売
| 配信日 | タイトル                        | 当時のブランド | 発売年 | 対応ハード | 備考 |
| ------ | ------------------------------- | -------------- | ------ | ---------- | --- |
| 未発売 | ワンダーボーイ モンスターランド | ウエストン     | 1987年 | PS4        | - プロジェクト発表時点（2014年4月）の配信予定タイトルに含まれており、2014年秋配信予定としていた - PS4向けの移植版として2023年にININ Gamesから発売された『ワンダーボーイ アルティメット コレクション』に同作が収録されている |

## アケアカNEOGEOタイトル

### 凡例
- このリストはハムスターとSNKの『アケアカNEOGEO』公式サイトに掲載されたものをベースに構成されている[134][135][136][137]。
- 『アケアカNEOGEO』『アケアカ2NEOGEO』は基本的に世界で展開されているが、配信日は日本国内におけるものを記載している。
- 備考に記載されているバージョン違いについては、原則としてそのソフトのタイトル画面を出典としている。

### 2016年
| 配信日   | タイトル                          | 当時のブランド | 発売年 | 対応ハード                                                                                            | 備考                                     |
| -------- | --------------------------------- | -------------- | ------ | --- | ---------------------------------------- |
| 10月27日 | ザ・キング・オブ・ファイターズ'94 | SNK            | 1994年 | PS4 XB1（2017年3月9日） Switch（2017年3月16日） Win10（2017年12月15日） iOS,Android（2022年2月10日）  | 日本版、海外版を収録                     |
| 11月24日 | メタルスラッグ                    | ナスカ         | 1996年 | PS4 XB1（2017年3月2日） Switch（2017年3月30日） Win10（2017年12月15日） iOS,Android（2023年11月30日） | 日本版、海外版を収録                     |
| 12月08日 | サムライスピリッツ                | SNK            | 1993年 | PS4 XB1（2017年5月2日） Switch（2017年7月20日） Win10（2018年2月28日） iOS,Android（2022年3月24日）   | 日本版、海外版『SAMURAI SHODOWN』を収録  |
| 12月15日 | 餓狼伝説 〜宿命の闘い〜           | SNK            | 1991年 | PS4 XB1（2017年3月23日） Switch（2017年4月20日） Win10（2017年12月15日） iOS,Android（2022年3月10日） | 日本版、海外版『FATAL FURY』を収録       |
| 12月26日 | ASO II 〜ラストガーディアン〜     | SNK            | 1991年 | PS4 Switch（2017年4月6日） XB1（2017年4月27日） Win10（2018年2月28日） iOS,Android（2021年11月30日）  | 日本版、海外版『ALPHA MISSION II』を収録 |

### 2017年
| 配信日   | タイトル                                          | 当時のブランド | 発売年 | 対応ハード | 備考                                                                |
| -------- | ------------------------------------------------- | -------------- | ------ | --- | ------------------------------------------------------------------- |
| 01月26日 | ワールドヒーローズ                                | アルファ電子   | 1992年 | PS4 XB1（2017年2月23日） Switch（2017年11月30日） Win10（2017年12月15日） iOS,Android（2022年5月19日）               | 日本版、海外版を収録                                                |
| 02月23日 | ビッグトーナメントゴルフ                          | ナスカ         | 1996年 | PS4,XB1 Switch（2017年3月23日） Win10（2017年12月28日） iOS,Android（2022年2月3日）                                  | 日本版、海外版『NEO TURF MASTERS』を収録                            |
| 03月02日 | NAM-1975                                          | SNK            | 1990年 | PS4,XB1 Switch（2017年3月9日） Win10（2017年12月15日） iOS,Android（2021年12月23日）                                 | 日本版、海外版を収録                                                |
| 03月03日 | ザ・キング・オブ・ファイターズ'98                 | SNK            | 1998年 | Switch PS4,XB1（2018年1月11日） Win10（2018年9月28日） iOS,Android（2023年10月5日） PS5,Series X\|S（2025年2月27日） | 日本版、海外版を収録                                                |
| 03月03日 | メタルスラッグ3                                   | SNK            | 2000年 | Switch PS4,XB1（2017年12月21日） Win10（2018年9月28日） iOS,Android（2023年11月9日）                                 | 日本版、海外版を収録                                                |
| 03月03日 | ワールドヒーローズパーフェクト                    | エーディーケイ | 1995年 | Switch PS4,XB1（2019年1月31日） Win10（2019年11月15日） iOS,Android（2022年2月24日）                                 | 日本版、海外版を収録                                                |
| 03月03日 | ショックトルーパーズ                              | ザウルス       | 1997年 | Switch PS4,XB1（2018年1月25日） Win10（2018年10月26日） iOS,Android（2021年12月16日）                                | 日本版、海外版を収録                                                |
| 03月03日 | わくわく7                                         | サンソフト     | 1996年 | Switch PS4,XB1（2018年3月22日） Win10（2018年12月3日）                                                               | 日本版、海外版を収録                                                |
| 03月16日 | 戦国伝承                                          | SNK            | 1991年 | PS4,XB1 Switch（2017年6月15日） Win10（2017年12月15日） iOS,Android（2022年3月31日）                                 | 日本版、海外版『SENGOKU』を収録                                     |
| 03月23日 | 龍虎の拳                                          | SNK            | 1992年 | PS4,XB1 Switch（2017年9月21日） Win10（2017年12月15日） iOS,Android（2022年4月28日）                                 | 日本版、海外版『ART OF FIGHTING』を収録                             |
| 03月30日 | ザ・キング・オブ・ファイターズ'95                 | SNK            | 1995年 | XB1 PS4（2017年4月27日） Switch（2017年10月12日） Win10（2018年2月28日） iOS,Android（2022年6月2日）                 | 日本版、海外版を収録                                                |
| 04月06日 | ギャラクシーファイト ユニバーサル・ウォーリアーズ | サンソフト     | 1995年 | PS4,XB1 Switch（2017年5月18日） Win10（2018年2月28日）                                                               | 日本版、海外版を収録                                                |
| 04月13日 | 戦国伝承2                                         | SNK            | 1993年 | XB1 PS4（2017年6月8日） Switch（2018年3月1日） Win10（2018年5月25日） iOS,Android（2023年1月19日）                   | 日本版、海外版『SENGOKU 2』を収録                                   |
| 04月13日 | サムライスピリッツ 天草降臨                       | SNK            | 1996年 | Switch PS4,XB1（2018年4月19日） Win10（2018年12月21日） iOS,Android（2021年11月30日）                                | 日本版、海外版『SAMURAI SHODOWN IV』を収録                          |
| 04月20日 | オーバートップ                                    | エーディーケイ | 1996年 | PS4,XB1 Switch（2017年4月27日） Win10（2017年12月15日） iOS,Android（2022年3月17日）                                 | 日本版、海外版を収録                                                |
| 04月20日 | 餓狼伝説2 〜新たなる闘い〜                        | SNK            | 1992年 | XB1 PS4,Switch（2017年6月22日） Win10（2018年2月28日） iOS,Android（2022年4月7日）                                   | 日本版、海外版『FATAL FURY 2』を収録                                |
| 05月02日 | ラストリゾート                                    | SNK            | 1992年 | PS4,XB1 Switch（2017年6月1日） Win10（2017年12月15日） iOS,Android（2022年3月3日）                                   | 日本版、海外版を収録                                                |
| 05月02日 | ブレイジングスター                                | 夢工房         | 1998年 | Switch PS4,XB1（2018年2月8日） Win10（2018年10月26日） iOS,Android（2023年11月2日）                                  | 日本版、海外版を収録                                                |
| 05月11日 | 餓狼 MARK OF THE WOLVES                           | SNK            | 1999年 | Switch PS4,XB1（2018年8月16日） Win10（2019年6月7日） iOS,Android（2024年7月25日）                                   | 日本版、海外版を収録                                                |
| 05月18日 | 幕末浪漫 月華の剣士                               | SNK            | 1997年 | PS4,XB1 Switch（2017年12月14日） Win10（2018年2月28日） iOS,Android（2022年7月21日）                                 | 日本版、海外版『THE LAST BLADE』を収録                              |
| 05月25日 | ワールドヒーローズ2                               | エーディーケイ | 1993年 | PS4,XB1 Switch（2018年1月25日） Win10（2018年2月28日） iOS,Android（2022年12月15日）                                 | 日本版、海外版を収録                                                |
| 05月25日 | ザ・キング・オブ・ファイターズ'99                 | SNK            | 1999年 | Switch PS4,XB1（2018年4月5日） Win10（2018年12月21日） iOS,Android（2022年8月18日）                                  | 日本版、海外版を収録                                                |
| 06月01日 | メタルスラッグ2                                   | SNK            | 1998年 | PS4,XB1 Switch（2017年7月6日） Win10（2018年2月28日） iOS,Android（2023年12月14日）                                  | 日本版、海外版を収録                                                |
| 06月08日 | ショックトルーパーズ セカンドスカッド             | ザウルス       | 1998年 | Switch PS4,XB1（2018年3月1日） Win10（2018年11月30日） iOS,Android（2022年4月14日）                                  | 日本版、海外版を収録                                                |
| 06月08日 | キング・オブ・ザ・モンスターズ                    | SNK            | 1991年 | XB1 PS4（2017年7月20日） Switch（2018年1月4日） Win10（2018年2月28日） iOS,Android（2022年2月17日）                  | 日本版、海外版を収録                                                |
| 06月15日 | マジカルドロップ2                                 | データイースト | 1996年 | PS4,XB1 Switch（2017年6月29日） Win10（2018年5月25日）                                                               | 日本版、海外版を収録                                                |
| 06月22日 | 龍虎の拳2                                         | SNK            | 1994年 | XB1 PS4（2017年7月27日） Switch（2018年1月11日） Win10（2018年4月27日） iOS,Android（2022年12月8日）                 | 日本版、海外版『ART OF FIGHTING 2』を収録                           |
| 06月29日 | 2020年スーパーベースボール                        | SNK            | 1991年 | PS4,XB1 Switch（2018年2月8日） Win10（2018年4月27日） iOS,Android（2022年12月22日）                                  | 日本版、海外版を収録                                                |
| 07月06日 | パルスター                                        | エイコム       | 1995年 | PS4,XB1 Switch（2017年12月21日） Win10（2018年4月27日） iOS,Android（2022年12月1日）                                 | 日本版、海外版を収録                                                |
| 07月13日 | 餓狼伝説スペシャル                                | SNK            | 1993年 | PS4,XB1,Switch Win10（2018年5月25日） iOS,Android（2023年12月21日）                                                  | 日本版、海外版『FATAL FURY SPECIAL』を収録                          |
| 07月20日 | 作戦名ラグナロク                                  | NMK            | 1994年 | XB1 PS4（2017年8月10日） Switch（2017年8月31日） Win10（2018年2月28日） iOS,Android（2022年1月13日）                 | 日本版、海外版『ZED BLADE』を収録                                   |
| 07月27日 | 得点王                                            | SNK            | 1993年 | PS4,XB1,Switch Win10（2018年5月25日） iOS,Android（2022年4月21日）                                                   | 日本版、海外版『SUPER SIDEKICKS』を収録                             |
| 08月03日 | ソニックウィングス2                               | ビデオシステム | 1994年 | PS4,XB1,Switch Win10（2018年5月25日） iOS,Android（2022年5月12日）                                                   | 日本版、海外版『AERO FIGHTERS 2』を収録                             |
| 08月10日 | ザ・キング・オブ・ファイターズ'96                 | SNK            | 1996年 | PS4,XB1 Switch（2017年12月28日） Win10（2018年4月27日） iOS,Android（2022年7月7日）                                  | 日本版、海外版を収録                                                |
| 08月10日 | ザ・キング・オブ・ファイターズ2000                | SNK            | 2000年 | Switch PS4,XB1（2018年6月21日） Win10（2019年3月29日） iOS,Android（2022年9月8日）                                   | 日本版、海外版を収録                                                |
| 08月17日 | マジシャンロード                                  | アルファ電子   | 1990年 | PS4,XB1,Switch Win10（2018年4月27日） iOS,Android（2022年6月9日）                                                    | 日本版、海外版を収録                                                |
| 08月24日 | ジョイジョイキッド                                | SNK            | 1990年 | PS4,XB1,Switch Win10（2018年6月29日） iOS,Android（2022年1月24日）                                                   | 日本版、海外版『PUZZLED』を収録                                     |
| 08月31日 | 餓狼伝説3 〜遥かなる闘い〜                        | SNK            | 1995年 | PS4,XB1 Switch（2018年2月15日） Win10（2018年6月29日） iOS,Android（2023年1月12日）                                  | 日本版、海外版『FATAL FURY 3 ROAD TO THE FINAL』を収録              |
| 09月07日 | ラギ                                              | アルファ電子   | 1991年 | PS4,XB1,Switch Win10（2018年6月29日） iOS,Android（2022年5月26日）                                                   | 日本版、海外版『BLUE'S JOURNEY』を収録                              |
| 09月14日 | ミラクルアドベンチャー                            | データイースト | 1993年 | PS4,XB1,Switch Win10（2018年6月29日）                                                                                | 日本版、海外版『SPINMASTER』を収録                                  |
| 09月21日 | 真SAMURAI SPIRITS 覇王丸地獄変                    | SNK            | 1994年 | PS4,XB1 Switch（2018年2月1日） Win10（2018年6月29日） iOS,Android（2023年11月16日）                                  | 日本版、海外版『SAMURAI SHODOWN II』を収録                          |
| 09月28日 | バーニングファイト                                | SNK            | 1991年 | PS4,XB1,Switch Win10（2018年8月2日） iOS,Android（2022年6月16日）                                                    | 日本版、海外版を収録                                                |
| 10月05日 | メタルスラッグX                                   | SNK            | 1999年 | PS4,XB1,Switch Win10（2018年8月2日） iOS,Android（2024年1月18日）                                                    | 日本版、海外版を収録                                                |
| 10月12日 | リアルバウト餓狼伝説                              | SNK            | 1995年 | PS4,XB1 Switch（2018年3月8日） Win10（2018年8月2日） iOS,Android（2022年9月29日）                                    | 日本版、海外版『REAL BOUT FATAL FURY』を収録                        |
| 10月19日 | ロボアーミー                                      | SNK            | 1991年 | PS4,XB1,Switch Win10（2018年8月2日） iOS,Android（2022年6月30日）                                                    | 日本版、海外版を収録                                                |
| 10月26日 | ミューテイション・ネイション                      | SNK            | 1992年 | PS4,XB1,Switch Win10（2018年8月2日） iOS,Android（2022年7月14日）                                                    | 日本版、海外版を収録                                                |
| 11月02日 | ザ・キング・オブ・ファイターズ'97                 | SNK            | 1997年 | PS4,XB1 Switch（2018年7月26日） Win10（2018年8月31日） iOS,Android（2023年12月7日）                                  | 日本版、海外版を収録                                                |
| 11月02日 | ART OF FIGHTING 龍虎の拳 外伝                     | SNK            | 1996年 | Switch PS4,XB1（2018年7月26日） Win10（2019年5月17日） iOS,Android（2022年6月23日）                                  | 日本版、海外版『THE PATH OF THE WARRIOR -ART OF FIGHTING 3-』を収録 |
| 11月09日 | ダンクドリーム                                    | データイースト | 1995年 | XB1,Switch Win10（2018年8月31日） PS4（2018年10月18日）                                                              | 日本版、海外版『STREET HOOP』を収録                                 |
| 11月16日 | ファイターズヒストリーダイナマイト                | データイースト | 1994年 | PS4,XB1,Switch Win10（2018年8月31日）                                                                                | 日本版、海外版『KARNOV'S REVENGE』を収録                            |
| 11月22日 | サッカーブロール                                  | SNK            | 1992年 | PS4,XB1,Switch Win10（2018年8月31日） iOS,Android（2022年7月28日）                                                   | 日本版、海外版を収録                                                |
| 11月30日 | ワールドヒーローズ2 JET                           | エーディーケイ | 1994年 | PS4,XB1 Switch（2018年3月22日） Win10（2018年8月31日） iOS,Android（2023年2月2日）                                   | 日本版、海外版を収録                                                |
| 12月07日 | トップハンター ～ロディー&キャシー～              | SNK            | 1994年 | PS4,XB1,Switch Win10（2018年9月28日） iOS,Android（2022年11月25日）                                                  | 日本版、海外版を収録                                                |
| 12月14日 | リアルバウト餓狼伝説スペシャル                    | SNK            | 1997年 | PS4,XB1 Switch（2018年4月19日） Win10（2018年9月28日） iOS,Android（2023年3月2日）                                   | 日本版、海外版『REAL BOUT FATAL FURY SPECIAL』を収録                |

### 2018年
| 配信日   | タイトル                                             | 当時のブランド | 発売年 | 対応ハード                                                                            | 備考                                                                                |
| -------- | ---------------------------------------------------- | -------------- | ------ | ------------------------------------------------------------------------------------- | ----------------------------------------------------------------------------------- |
| 01月18日 | パワースパイクスII                                   | ビデオシステム | 1994年 | PS4,XB1,Switch Win10（2018年9月28日） iOS,Android（2022年8月25日）                    | 日本版、海外版を収録                                                                |
| 02月01日 | サムライスピリッツ 斬紅郎無双剣                      | SNK            | 1995年 | PS4,XB1 Switch（2018年4月5日） Win10（2018年10月26日） iOS,Android（2023年2月16日）   | 日本版、海外版『SAMURAI SHODOWN III』を収録                                         |
| 02月15日 | 幕末浪漫第二幕 月華の剣士 ～月に咲く華、散りゆく花～ | SNK            | 1998年 | PS4,XB1 Switch（2018年6月21日） Win10（2018年10月26日） iOS,Android（2022年10月20日） | 日本版、海外版『THE LAST BLADE 2 HEART OF THE SAMURAI』を収録                       |
| 02月22日 | マジカルドロップ3                                    | データイースト | 1997年 | PS4,XB1,Switch Win10（2018年10月26日）                                                | 日本版、海外版を収録                                                                |
| 03月08日 | リアルバウト餓狼伝説2 ～THE NEWCOMERS～              | SNK            | 1998年 | PS4,XB1 Switch（2018年8月16日） Win10（2018年11月30日） iOS,Android（2023年5月25日    | 日本版、海外版『REAL BOUT FATAL FURY 2』を収録                                      |
| 03月15日 | ソニックウィングス3                                  | ビデオシステム | 1995年 | PS4,XB1,Switch Win10（2018年11月30日） iOS,Android（2022年9月22日）                   | 日本版、海外版『AERO FIGHTERS 3』を収録                                             |
| 03月29日 | 戦国伝承2001                                         | SNK            | 2001年 | PS4,XB1,Switch Win10（2018年11月30日） iOS,Android（2023年2月9日）                    | 日本版、海外版『SENGOKU 3』を収録                                                   |
| 04月12日 | ぐるりん                                             | フェイス       | 1994年 | PS4,XB1,Switch Win10（2018年12月21日）                                                | 日本版、海外版を収録                                                                |
| 04月26日 | ゴーストパイロット                                   | SNK            | 1991年 | PS4,XB1,Switch Win10（2018年12月21日） iOS,Android（2023年3月9日）                    | 日本版、海外版を収録                                                                |
| 05月02日 | ステークスウィナー                                   | ザウルス       | 1995年 | PS4,XB1,Switch Win10（2018年12月21日） iOS,Android（2023年3月16日）                   | 日本版、海外版を収録                                                                |
| 05月10日 | 得点王2                                              | SNK            | 1994年 | PS4,XB1,Switch Win10（2019年1月25日）                                                 | 日本版、海外版『SUPER SIDEKICKS 2』を収録 2020年9月17日配信停止                     |
| 05月17日 | ベースボールスターズプロフェッショナル               | SNK            | 1990年 | PS4,XB1,Switch Win10（2019年3月15日） iOS,Android（2023年3月30日）                    | 日本版、海外版を収録                                                                |
| 05月24日 | トッププレイヤーズゴルフ                             | SNK            | 1990年 | PS4,XB1,Switch Win10（2019年2月15日） iOS,Android（2023年4月6日）                     | 日本版、海外版を収録                                                                |
| 05月31日 | ニンジャコンバット                                   | アルファ電子   | 1990年 | PS4,XB1,Switch Win10（2019年2月1日） iOS,Android（2023年4月13日）                     | 日本版、海外版を収録                                                                |
| 06月07日 | ライディングヒーロー                                 | SNK            | 1990年 | PS4,XB1,Switch Win10（2019年3月8日） iOS,Android（2023年4月20日）                     | 日本版、海外版を収録                                                                |
| 06月14日 | 得点王3 〜栄光への挑戦〜                             | SNK            | 1995年 | PS4,XB1,Switch Win10（2019年5月3日）                                                  | - 日本版、海外版『SUPER SIDEKICKS 3: THE NEXT GLORY』を収録 - 2020年9月17日配信停止 |
| 06月28日 | マネーアイドルエクスチェンジャー                     | フェイス       | 1997年 | PS4,XB1,Switch Win10（2019年4月5日）                                                  | 日本版、海外版『MONEY PUZZLE EXCHANGER』を収録                                      |
| 07月05日 | サムライスピリッツ零                                 | SNK            | 2003年 | PS4,XB1,Switch Win10（2019年4月25日） iOS,Android（2022年9月15日）                    | 日本版、海外版『SAMURAI SHODOWN Ⅴ』を収録                                           |
| 07月12日 | ザ・スーパースパイ                                   | SNK            | 1990年 | PS4,XB1,Switch Win10（2019年4月12日） iOS,Android（2023年5月11日）                    | 日本版、海外版を収録                                                                |
| 07月19日 | リーグボウリング                                     | SNK            | 1990年 | PS4,XB1,Switch Win10（2019年5月10日） iOS,Android（2023年5月18日）                    | 日本版、海外版を収録                                                                |
| 08月02日 | プレヒストリックアイル2 原始島                       | 夢工房         | 1999年 | PS4,XB1,Switch Win10（2019年5月24日） iOS,Android（2023年1月26日）                    | 日本版、海外版『PREHISTORIC ISLE 2』を収録                                          |
| 08月09日 | メタルスラッグ4                                      | SNK            | 2002年 | PS4,XB1,Switch Win10（2019年5月31日） iOS,Android（2022年8月4日）                     | 日本版、海外版を収録                                                                |
| 08月23日 | クロスソード                                         | アルファ電子   | 1991年 | PS4,XB1,Switch Win10（2019年6月14日） iOS,Android（2023年6月1日）                     | 日本版、海外版を収録                                                                |
| 08月30日 | フットボールフレンジー                               | SNK            | 1992年 | PS4,XB1,Switch Win10（2019年6月21日） iOS,Android（2023年6月8日）                     | 日本版、海外版を収録                                                                |
| 09月06日 | ニンジャコマンドー                                   | アルファ電子   | 1992年 | PS4,XB1,Switch Win10（2019年6月28日） iOS,Android（2023年6月15日）                    | 日本版、海外版を収録                                                                |
| 09月13日 | 痛快GANGAN行進曲                                     | エーディーケイ | 1994年 | PS4,XB1,Switch Win10（2019年7月5日） iOS,Android（2023年6月22日）                     | 日本版、海外版『AGGRESSORS OF DARK KOMBAT』を収録                                   |
| 09月20日 | サイバーリップ                                       | SNK            | 1990年 | PS4,Switch XB1（2018年12月4日） Win10（2019年7月19日） iOS,Android（2023年8月31日）   | 日本版、海外版を収録                                                                |
| 09月27日 | ザ・キング・オブ・ファイターズ2001                   | プレイモア     | 2001年 | PS4,XB1,Switch Win10（2019年7月12日） iOS,Android（2022年10月13日）                   | 日本版、海外版を収録                                                                |
| 10月04日 | ズパパ!                                              | SNK            | 2001年 | PS4,XB1,Switch Win10（2019年7月26日） iOS,Android（2023年8月31日）                    | 日本版、海外版を収録                                                                |
| 10月11日 | ファイヤースープレックス                             | SNK            | 1993年 | PS4,Switch XB1（2018年10月16日） Win10（2019年8月2日） iOS,Android（2023年7月27日）   | 日本版、海外版『3 COUNT BOUT』を収録                                                |
| 10月18日 | ストライカーズ1945 PLUS                              | 彩京           | 1999年 | PS4,XB1,Switch Win10（2019年8月16日）                                                 | 日本版、海外版を収録                                                                |
| 10月25日 | 風雲黙示録 〜格闘創世〜                              | SNK            | 1995年 | PS4,XB1,Switch Win10（2019年8月9日） iOS,Android（2023年4月27日）                     | 日本版、海外版『SAVAGE REIGN』を収録                                                |
| 11月01日 | フットサル 〜5 ON 5 MINI SOCCER〜                    | ザウルス       | 1996年 | PS4,XB1,Switch Win10（2019年8月23日） iOS,Android（2023年6月29日）                    | 日本版、海外版『PLEASURE GOAL: 5on5 MINI SOCCSER』を収録                            |
| 11月08日 | スラッシュラリー                                     | アルファ電子   | 1991年 | PS4,XB1,Switch Win10（2019年9月6日） iOS,Android（2023年7月6日）                      | 日本版、海外版を収録                                                                |
| 11月15日 | ステークスウィナー2                                  | ザウルス       | 1996年 | PS4,XB1,Switch Win10（2019年9月13日） iOS,Android（2023年7月13日）                    | 日本版、海外版を収録                                                                |
| 11月22日 | キング・オブ・ザ・モンスターズ2                      | SNK            | 1992年 | PS4,XB1,Switch Win10（2019年9月27日） iOS,Android（2023年7月20日）                    | 日本版、海外版を収録                                                                |
| 11月29日 | ネオジオカップ'98 〜THE ROAD TO THE VICTORY〜        | SNK            | 1998年 | PS4,XB1,Switch Win10（2019年10月4日）                                                 | - 日本版、海外版を収録 - 2020年9月17日配信停止                                      |
| 12月06日 | ティンクルスタースプライツ                           | エーディーケイ | 1996年 | XB1,Switch PS4（2018年12月11日） Win10（2019年10月18日） iOS,Android（2022年9月1日）  | 日本版、海外版を収録                                                                |
| 12月13日 | メタルスラッグ5                                      | SNKプレイモア  | 2003年 | PS4,XB1,Switch Win10（2019年11月8日） iOS,Android（2021年11月30日）                   | 日本版、海外版を収録                                                                |
| 12月20日 | パズルボブル                                         | タイトー       | 1994年 | PS4,XB1,Switch Win10（2019年10月25日）                                                | 日本版、海外版『BUST A MOVE』を収録                                                 |
| 12月27日 | ザ・キング・オブ・ファイターズ2002                   | プレイモア     | 2002年 | PS4,XB1,Switch Win10（2019年9月20日） iOS,Android（2022年1月27日）                    | 日本版、海外版を収録                                                                |

### 2019年
| 配信日   | タイトル                           | 当時のブランド | 発売年 | 対応ハード                                                                           | 備考 |
| -------- | ---------------------------------- | -------------- | ------ | ------------------------------------------------------------------------------------ | --- |
| 01月03日 | 神凰拳                             | ザウルス       | 1996年 | Switch PS4,XB1（2019年1月10日） Win10（2019年8月30日） iOS,Android（2023年8月3日）   | 日本版、海外版『RAGNAGARD』を収録                                                                             |
| 01月10日 | 風雲スーパータッグバトル           | SNK            | 1996年 | PS4,XB1,Switch Win10（2019年10月11日） iOS,Android（2023年8月24日）                  | 日本版、海外版『KIZUNA ENCOUNTER: SUPER TAG BATTLE』を収録                                                    |
| 01月17日 | NINJA MASTER'S〜覇王忍法帖〜       | エーディーケイ | 1996年 | PS4,XB1,Switch Win10（2019年11月1日） iOS,Android（2023年8月31日）                   | 日本版、海外版を収録                                                                                          |
| 02月07日 | パズルボブル2                      | タイトー       | 1999年 | XB1,Switch PS4（2019年2月14日） Win10（2019年11月22日）                              | - 日本版と海外版を収録。 - MVS版の移植。                                                                      |
| 02月21日 | ザ・キング・オブ・ファイターズ2003 | SNKプレイモア  | 2003年 | PS4,XB1,Switch Win10（2019年11月29日） iOS,Android（2022年11月17日）                 | 日本版、海外版を収録                                                                                          |
| 02月28日 | 得点王 炎のリベロ                  | SNK            | 1996年 | PS4,XB1,Switch Win10（2019年12月6日）                                                | - 日本版、海外版『SUPER SIDEKICKS 4:THE ULTIMATE 11 SNK FOOTBALL CHAMPIONSHIP』を収録 - 2020年9月17日配信停止 |
| 03月21日 | ベースボールスターズ2              | SNK            | 1992年 | XB1,Switch PS4（2019年3月22日） Win10（2019年12月13日） iOS,Android（2023年9月28日） | 日本版、海外版を収録                                                                                          |
| 04月18日 | サムライスピリッツ零SPECIAL        | SNKプレイモア  | 2004年 | PS4,XB1,Switch Win10（2019年12月20日） iOS,Android（2022年10月27日）                 | 日本版、海外版『SAMURAI SHODOWN Ⅴ SPECIAL』を収録                                                             |

## アーケードアーカイブスアワード
2024年5月18日にアーケードアーカイブス10周年を記念してアーケードアーカイブスが始まった2014年から各年ごとに優秀賞2作、大賞1作品を選出して表彰する賞を制定した。
各賞は「各タイトルのダウンロード数」、「ファミ通.comで実施されたユーザーからの投票結果」、「アーケードアーカイブスシリーズへの貢献度」の3点を選考基準として審査・選考を経て選出される。

### 第1回
2024年5月18日に発表。2014年と2023年に発売されたタイトルが対象。

#### 2014年
| 賞名   | 受賞作品       | 原作の発売年 | 当時のブランド   |
| ------ | -------------- | ------------ | ---------------- |
| 大賞   | ダブルドラゴン | 1987年       | テクノスジャパン |
| 優秀賞 | アルゴスの戦士 | 1986年       | テクモ           |
| 優秀賞 | テラクレスタ   | 1985年       | ニチブツ         |

#### 2023年
| 賞名   | 受賞作品                 | 原作の発売年 | 当時のブランド |
| ------ | ------------------------ | ------------ | -------------- |
| 大賞   | フェリオス               | 1989年       | ナムコ         |
| 優秀賞 | ミスティックウォリアーズ | 1993年       | コナミ         |
| 優秀賞 | ダライアスII             | 1989年       | タイトー       |

#### 第1回特別賞
| 賞名   | 受賞作品                    | 原作の発売年 | 当時のブランド | 受賞理由                     |
| ------ | --------------------------- | ------------ | -------------- | ---------------------------- |
| 特別賞 | VS.スーパーマリオブラザーズ | 1986年       | 任天堂         | 配信総数が全タイトル中でNo.1 |

### 第2回
2025年5月24日に発表。2015年と2024年に発売されたタイトルが対象。

#### 2015年
| 賞名   | 受賞作品       | 原作の発売年 | 当時のブランド |
| ------ | -------------- | ------------ | -------------- |
| 大賞   | グラディウス   | 1985年       | コナミ         |
| 優秀賞 | 沙羅曼蛇       | 1986年       | コナミ         |
| 優秀賞 | スターフォース | 1984年       | テーカン       |

#### 2024年
| 賞名   | 受賞作品           | 原作の発売年 | 当時のブランド |
| ------ | ------------------ | ------------ | -------------- |
| 大賞   | 超時空要塞マクロス | 1992年       | バンプレスト   |
| 優秀賞 | バイパーフェイズ1  | 1995年       | セイブ開発     |
| 優秀賞 | F/A                | 1992年       | ナムコ         |

#### 第2回特別賞
| 賞名   | 受賞作品     | 原作の発売年 | 当時のブランド | 受賞理由                                                |
| ------ | ------------ | ------------ | -------------- | ------------------------------------------------------- |
| 特別賞 | バブルボブル | 1986年       | タイトー       | 海外販売割合が9割を超え、海外のアケアカ知名度向上に貢献 |

## パッケージ販売、オムニバスへの再録
『アーケードアーカイブス』は原則として単品販売およびダウンロード販売のみで展開されているシリーズだが、以下のようなオムニバスソフトへの収録、パッケージ販売の事例が存在している。

### アケアカNEOGEO セレクション
『アケアカNEOGEO セレクション』は、SNK（新社）が2024年から展開するNintendo Switch向けの『アケアカNEOGEO』のオムニバスソフト。原則として、各オムニバスに『アケアカNEOGEO』を10本ずつ収録しており、パッケージ版のみの展開となっている。

#### 収録タイトル
『アケアカNEOGEO セレクション Vol.1』 (2024年12月12日発売）
- ザ・キング・オブ・ファイターズ'94
- メタルスラッグX
- 餓狼 MARK OF THE WOLVES
- サムライスピリッツ零
- ASO II 〜ラストガーディアン〜
- ライディングヒーロー
- トップハンター ～ロディー＆キャシー～
- トッププレイヤーズゴルフ
- 風雲黙示録 ～格闘創世～
- ショックトルーパーズ

『アケアカNEOGEO セレクション Vol.2』 (2024年12月12日発売）
- ザ・キング・オブ・ファイターズ'95
- メタルスラッグ4
- サムライスピリッツ
- 餓狼伝説2 ～新たなる闘い～
- ショックトルーパーズ セカンドスカッド
- ゴーストパイロット
- ベースボールスターズプロフェッショナル
- ミューテイション・ネイション
- ビッグトーナメントゴルフ
- ステークスウィナー2

『アケアカNEOGEO セレクション Vol.3』 (2025年4月10日発売）
- ザ・キング・オブ・ファイターズ'96
- サムライスピリッツ 斬紅郎無双剣
- 餓狼伝説 〜宿命の闘い〜
- ワールドヒーローズパーフェクト
- ラストリゾート
- 戦国伝承
- ニンジャコンバット
- ファイヤー・スープレックス
- ブレイジングスター
- ベースボールスターズ2

『アケアカNEOGEO セレクション Vol.4』 (2025年4月10日発売）
- ザ・キング・オブ・ファイターズ2000
- メタルスラッグ
- ART OF FIGHTING 龍虎の拳 外伝
- 幕末浪漫 月華の剣士
- ニンジャコマンドー
- ジョイジョイキッド
- ザ・スーパースパイ
- 神凰拳
- ネオジオカップ'98 〜THE ROAD TO THE VICTORY〜
- パルスター

『アケアカNEOGEO セレクション Vol.5』  (2025年8月7日発売）
- ザ・キング・オブ・ファイターズ2002
- 龍虎の拳2
- リアルバウト餓狼伝説
- ティンクルスタースプライツ
- スラッシュラリー
- バーニングファイト
- 痛快GANGAN行進曲
- ソニックウィングス2
- 得点王
- サイバーリップ

『アケアカNEOGEO セレクション Vol.6』  (2025年8月7日発売）
- ザ・キング・オブ・ファイターズ'98
- サムライスピリッツ 天草降臨
- リアルバウト餓狼伝説スペシャル
- 幕末浪漫第二幕 月華の剣士
- オーバートップ
- 得点王 炎のリベロ
- フットボールフレンジー
- 戦国伝承2001
- ソニックウィングス3
- 作戦名ラグナロク

『アケアカNEOGEO セレクション Vol.7』  (2025年11月6日発売）
- ザ・キング・オブ・ファイターズ2003
- 餓狼伝説SPECIAL
- ワールドヒーローズ2
- フットサル 〜5 ON 5 MINI SOCCER〜
- メタルスラッグ5
- キング・オブ・ザ・モンスターズ2
- ズパパ！
- プレヒストリックアイル2 原始島
- パズルボブル
- パワースパイクスII

『アケアカNEOGEO セレクション Vol.8』  (2025年11月6日発売）
- ザ・キング・オブ・ファイターズ'99
- 龍虎の拳
- ワールドヒーローズ2JET
- 風雲スーパータッグバトル
- 得点王2
- メタルスラッグ2
- クロスソード
- ラギ
- NAM-1975
- パズルボブル2

### コナミデジタルエンタテインメント
- コナミデジタルエンタテインメントから2019年4月18日より配信開始された『アーケードクラシックス アニバーサリーコレクション』（PS4/XB1/Switch/Steam）に収録されている8タイトルは、アーケードアーカイブスのゲームエンジンが採用されている[145]。

### タイトー
- 2017年2月23日に発売されたダライアス30周年を記念したパッケージ『DARIUS 30th ANNIVERSARY EDITION』には、『アーケードアーカイブス ダライアス』のパッケージ版が同梱されている[146]。このパッケージ版ではインストラクションカードの表示と、初期基板に準拠した仕様であるOLDバージョンが追加実装された[146][注 33]。
- 2022年からタイトーがNintendo Switch向けに展開するクラシックゲームのオムニバスソフトシリーズ『タイトーマイルストーン』は、アーケードアーカイブスのゲームエンジンを採用している[3][4]。なお、『タイトーマイルストーン』シリーズは『アーケードアーカイブス』のパッケージ化を制作目的の一つとしている[3][4]。